# Jacqueline Muyls
Jacqueline Muyls (1965) is een Belgische voormalige atlete, die gespecialiseerd was in het hink-stap-springen. Zij veroverde één Belgische titel.

## Biografie
Muyls werd in 1992 Belgisch kampioene hink-stap-springen. Ze was aangesloten bij Excelsior Sports Club..

## Belgische kampioenschappen
Outdoor
| Onderdeel          | Jaar |
| ------------------ | ---- |
| hink-stap-springen | 1992 |

## Persoonlijk record
Outdoor
| Onderdeel          | Prestatie | Datum            | Plaats  |
| ------------------ | --------- | ---------------- | ------- |
| hink-stap-springen | 11,84 m   | 16 augustus 1992 | Brussel |

Indoor
| Onderdeel          | Prestatie | Datum           | Plaats |
| ------------------ | --------- | --------------- | ------ |
| hink-stap-springen | 11,41 m   | 18 januari 1992 | Gent   |

## Palmares
hink-stap-springen
- 1992:  BK AC – 11,84 m
- 1993:  BK AC – 11,44 m